# John Wyndham
John Wyndham ([ˈwindəm]; eigentlich John Wyndham Parkes Lucas Beynon Harris; geboren am 10. Juli 1903 in Dorridge, Warwickshire; gestorben am 11. März 1969 in Steep bei Petersfield, Hampshire) war ein britischer Science-Fiction-Autor.

## Leben
Harris wurde am 10. Juli 1903 in der Nähe von Birmingham geboren. Seine Eltern trennten sich, als er acht Jahre alt war, und er wuchs in verschiedenen britischen Internaten auf. Nach seiner Schulzeit war er in unterschiedlichen Berufen als Landwirt, Grafiker, Werbefachmann und Angestellter tätig. Ab 1925 versuchte er sich als Autor, und 1931 erschien seine erste Kurzgeschichte Worlds to Barter in Hugo Gernsbacks Magazin Wonder Stories unter Pseudonym. John Wyndham Parkes Lucas Beynon Harris verwendete zahlreiche Pseudonyme, die er aus Kombinationen seiner Vornamen und seines Familiennamens bildete, darunter John Beynon, John Harris, Lucas Parkes, Lucas Benyon und Johnson Harris. Häufig erschien eine Erzählung unter verschiedenen Pseudonymen und wechselnden Titeln. Hinzu kommt, dass er seine Texte öfters überarbeitete beziehungsweise überarbeiten ließ, wodurch es oft unklar ist, welche Textgestalt als maßgeblich gelten soll.
Den Namen John Wyndham verwendete er erst nach dem Zweiten Weltkrieg. Vier seiner in den 1950er Jahren erschienenen Romane gelten als Klassiker des Genres, namentlich Die Triffids (1951), Wenn der Krake erwacht (1953), The Chrysalids (1955, deutsch zuletzt als Wiedergeburt) und The Midwich Cuckoos (1957, deutsch zuletzt als Kuckuckskinder).
Sein bekanntester und erfolgreichster Roman – und mit einer halben Million verkaufter Exemplare allein in der Penguin-Ausgabe nach John Scarborough der erfolgreichste Science-Fiction Roman des 20. Jahrhunderts – war The Day of the Triffids. Seit seinem Erscheinen war der Roman durchgängig im Druck verfügbar. In Bezug auf Die Triffids, in der alle Menschen bis auf wenige Ausnahmen erblinden und die Menschheit dann weiter von mutierten mobilen Pflanzen mit Giftstacheln – eben den titelgebenden Triffids – weiter dezimiert wird, prägte Brian W. Aldiss den Begriff der Cosy Catastrophe, der Apokalypse, die zwar einige Unannehmlichkeiten mit sich bringt, nach der man es sich in der entvölkerten Welt aber mit einigem gesundem Menschenverstand ganz gemütlich einrichten kann – sofern man zu den Überlebenden zählt.
Das Wort „Triffid“ ist im Englischen als Begriff für eine bösartige oder gefährliche Pflanze in die Umgangssprache eingegangen und zeigt, welche Verbreitung Wyndhams Romane hatten und immer noch haben, so findet sich der Spruch Say it with flowers – give her a triffid! („Sag es mal mit Blumen – gib ihr einen Triffid!“) inzwischen auf T-Shirts, Kaffeetassen und Nummernschildern.
Einige seiner Werke wurden verfilmt, so The Day of the Triffids als Blumen des Schreckens und The Midwich Cuckoos zweimal als Das Dorf der Verdammten (1960) und Das Dorf der Verdammten (1995). Die erste Version aus dem Jahr 1960 realisierte Wolf Rilla, bei der zweiten von 1995 führte John Carpenter Regie und Christopher Reeve übernahm die Hauptrolle.

## Bibliografie
Troons (Kurzgeschichtenserie, mit Lucas Parkes)
- The Space Station A.D. 1994 (1958, auch als The Troons of Space, auch als For All the Night)
  - Deutsch: 1994 – Die Raumstation. In: Griff nach den Sternen. 1965.
- The Moon A.D. 2044 (1958, auch als The Moon, auch als Idiot’s Delight, 1958, auch als The Troons of Space – The Moon A.D. 2044)
  - Deutsch: 2044 – Der Mond. In: Griff nach den Sternen. 1965.
- Mars A.D. 2094 (1958, auch als The Troons of Space – Mars A.D. 2094, auch als The Thin Gnat-Voices)
  - Deutsch: 2094 – Der Mars. In: Griff nach den Sternen. 1965.
- Venus A.D. 2144 (1958, auch als The Troons of Space – Venus A.D. 2144, auch als Space Is a Province of Brazil)
  - Deutsch: 2144 – Die Venus. In: Griff nach den Sternen. 1965.
- The Asteroids, 2194 (1960, auch als The Emptiness of Space: The Asteroids A.D. 2194, auch als The Emptiness of Space)
  - Deutsch: Leerer Weltraum. In: Hans Joachim Alpers, Werner Fuchs (Hrsg.): Die Sechziger Jahre I. Hohenheim (Edition SF im Hohenheim Verlag), 1983, ISBN 3-8147-0034-1.
- The Outward Urge (1959, Sammlung)
  - Deutsch: Griff nach den Sternen. Heyne Science Fiction & Fantasy #3055 1965.

Romane
- Foul Play Suspected (1935, als John Beynon)
- The Secret People (1935, auch als John Beynon bzw. John Beynon Harris)
  - Deutsch: Das versteckte Volk. Heyne Science Fiction & Fantasy #3371, 1974, ISBN 3-453-30248-6.
- Stowaway to Mars (1936, auch als The Space Machine, 1937, auch als Planet Plane, 1936, als John Beynon)
  - Deutsch: Die Reise zum Mars. Heyne Science Fiction & Fantasy #3359, 1973, ISBN 3-453-30236-2.
- The Day of the Triffids (1951, auch als Revolt of the Triffids, 1951, auch als The Triffids, 1973)
  - Deutsch: Die Triffids. Übersetzt von Hubert Greifeneder. Süddeutscher Verlag, 1955. Auch: Heyne (Heyne Allgemeine Reihe #39), 1960. Auch als: Die Triffids. Übersetzung von Hubert Greifeneder überarbeitet von Inge Seelig. Heinrich & Hahn, 2006, ISBN 3-86597-036-2. Auch als: Heyne (Meisterwerke der Science Fiction), 2012, ISBN 978-3-453-52875-8.
- The Kraken Wakes (1953, auch als Out of the Deeps)
  - Deutsch: Kolonie im Meer? Übersetzt von Lothar Heinecke. Goldmann (Goldmanns Zukunftsromane #19) 1961. Auch als: Wenn der Krake erwacht. Suhrkamp (Phantastische Bibliothek #212 / Suhrkamp Taschenbuch #1535), 1988, ISBN 3-518-38035-4.
- The Chrysalids (1955, auch als Re-Birth)
  - Deutsch: Wem gehört die Erde? Übersetzt von Tony Westermayr. Goldmann (Goldmanns Zukunftsromane #15), 1961. Auch als: Wiedergeburt. Suhrkamp (Phantastische Bibliothek #192), 1988, ISBN 3-518-37886-4 (Text wie Goldmann-Übersetzung).
- The Midwich Cuckoos (1957, auch als Village of the Damned, 1960)
  - Deutsch: Es geschah am Tage X … Heyne Science Fiction & Fantasy #3039, 1965. Auch als: Es geschah am Tage X. Das Beste (Unterwegs in die Welt von Morgen #119), 1990, ISBN 3-87070-361-X. Auch als: Kuckuckskinder. Übersetzt von Christiane Schreiter. Suhrkamp (Phantastische Bibliothek #277 / Suhrkamp Taschenbuch #1893), 1991, ISBN 3-518-38393-0.
- Trouble with Lichen (1960)
  - Deutsch: Ärger mit der Unsterblichkeit. Heyne Science Fiction & Fantasy #3207, 1970.
- Chocky (1968)
- Web (1979)
  - Deutsch: Eiland der Spinnen. Droemer Knaur (Knaur Science Fiction & Fantasy #5741), 1981, ISBN 3-426-05741-7.
- Plan for Chaos (2009)

Sammlungen
- Jizzle (1954)
- The Seeds of Time (1956)
  - Deutsch: Die Kobaltblume. Goldmann (Goldmanns Zukunftsromane #14), 1960. Auch: Suhrkamp (Phantastische Bibliothek #202 / Suhrkamp Taschenbuch #1474), 1988, ISBN 3-518-37974-7.
- Tales of Gooseflesh and Laughter (1956)
- Consider Her Ways and Others (1961)
- The Infinite Moment (1961)
- Sleepers of Mars (1973)
- The Best of John Wyndham (1973, auch als The Man from Beyond and Other Stories, 1975)
- Wanderers of Time (1973)
- The Best of John Wyndham 1932-1949 (1975)
- The Best of John Wyndham 1951-1960 (1977)
- Exiles on Asperus (1979)
- No Place Like Earth (2003)

Kurzgeschichten
Wird bei Kurzgeschichten als Quelle nur Titel und Jahr angegeben, so findet sich die vollständige Angabe bei der entsprechenden Sammelausgabe.
- Worlds to Barter (1931, auch als John Beynon bzw. John B. Harris)
- The Lost Machine (1932, auch als John Beynon bzw. John B. Harris)
- The Venus Adventure (1932, auch als John Beynon bzw. John B. Harris)
  - Deutsch: Ruf der Venus. In: Science-Fiction-Stories 42. Ullstein 2000 #79 (3089), 1974, ISBN 3-548-03089-0.
- The Stare (1932)
- Exiles on Asperus (1933, als John Beynon Harris)
- Wanderers of Time (1933, auch als Wanderers of Time von John Beynon Harris und als Love in Time, 1945, von Johnson Harris)
- The Third Vibrator (1933, auch als by John Beynon Harris)
- Spheres of Hell (1933, auch als The Puff-Ball Menace, auch als John Beynon Harris bzw. John Beynon)
- Invisible Monster (1933, auch als John Beynon bzw. John B. Harris)
- The Moon Devils (1934, auch als The Last Lunarians, 1938, auch als John Beynon Harris)
- The Man from Earth (1934, auch als The Man from Beyond, auch als John Beynon bzw. John B. Harris bzw. John Beynon Harris)
  - Deutsch: Der Mann aus der Vergangenheit. In: Roger Elwood (Hrsg.): Der Traumplanet. Pabel-Moewig (Terra Astra #240), 1976.
- The Cathedral Crypt (1935, als John Beynon Harris)
- The Perfect Creature (1937, auch als Female of the Species bzw. Una, auch als John Beynon)
  - Deutsch: Una. Übersetzt von Leopold Voelker. In: Nur ein Marsweib und andere Science Fiction-Stories. Ullstein Bücher #248, 1959. Auch als: Das Weibchen der Spezies. Übersetzt von Erik Simon. In: Peter Haining (Hrsg.): Scheibenwahn. Heyne Science Fiction & Fantasy #9037, 1999, ISBN 3-453-15602-1.
- Sleepers of Mars (1938)
- Child of Power (1939, als Wyndham Parkes)
- Derelict of Space (1939, als John Beynon)
- The Trojan Beam (1939, als John Beynon)
- Judson’s Annihilator (1939, auch als Beyond the Screen, 1938, auch als John Beynon)
- Vengeance by Proxy (1940, als John Beynon)
- Meteor (1941, auch als Phoney Meteor, auch als John Beynon bzw. John Beynon Harris)
  - Deutsch: Meteor. In: Die Kobaltblume. 1960.
- The Living Lies (1946, als John Beynon)
- Technical Slip (1949, als John Beynon bzw. John Beynon Harris)
- Jizzle (1949)
  - Deutsch: Jizzles Modelle. Übersetzt von Ingrid Neumann. In: A. D. Krauss, H. W. Mommers (Hrsg.): 22 Horror-Stories. Heyne (Heyne-Anthologien #16), 1966. Auch als: Schissl. Übersetzt von Jürgen Abel. In: Peter Haining (Hrsg.): Ungeheuer. Fischer Taschenbuch (Fischer Taschenbücher #1417), 1973, ISBN 3-436-01806-6.
- Adaptation (1949, als John Beynon)
- Time to Rest (1949, auch als John Beynon)
  - Deutsch: Wanderer auf dem Mars. In: Die Kobaltblume. 1960.
- The Eternal Eve (1950)
- Pawley’s Peepholes (1951, auch als Operation Peep)
  - Deutsch: Heute Fremdenführung. In: Die Kobaltblume. 1960.
- The Red Stuff (1951, als John Beynon)
- And the Walls Came Tumbling Down (1951)
- A Present from Brunswick (1951)
- Bargain from Brunswick (1951)
- No Place Like Earth (1951, auch als Tyrant and Slave-Girl on Planet Venus, auch als John Beynon)
- Pillar to Post (1951)
  - Deutsch: Das Zeitduell. In: Die Kobaltblume. 1960.
- Affair of the Heart (1952)
- The Wheel (1952)
- Survival (1952)
- Dumb Martian (1952, auch als Out of This World, 1996)
  - Deutsch: Nur ein Marsweib. Übersetzt von Leopold Voelker. In: Nur ein Marsweib und andere Science Fiction-Stories. Ullstein Bücher #248, 1959. Auch als: Wer zuletzt lacht. Übersetzt von Tony Westermayr. In: Die Kobaltblume. 1960.
- Time Out (1953)
- Close Behind Him (1953)
- Time Stops Today (1953)
- Chinese Puzzle (1953, auch als A Stray from Cathay)
- Chronoclasm (1953)
  - Deutsch: Besuch aus der Zukunft. Übersetzt von Tony Westermayr. In: Die Kobaltblume. 1960. Auch als: Das Chronoklasma. Übersetzt von Yoma Cap. In: Wolfgang Jeschke, Frederik Pohl (Hrsg.): Titan 1. Heyne Science Fiction & Fantasy #3487, 1976, ISBN 3-453-30357-1.
- Reservation Deferred (1953)
- More Spinned Against (1953)
- Confidence Trick (1953)
- How Do I Do? (1953)
- Esmeralda (1954)
- Heaven Scent (1954)
- Look Natural, Please! (1954)
- Never on Mars (1954, als John Beynon)
- Perforce to Dream (1954)
- Opposite Numbers (1954)
  - Deutsch: Spiegelbild. In: Die Kobaltblume. 1960.
- Compassion Circuit (1954)
- Wild Flower (1955)
  - Deutsch: Die Kobaltblume. In: Die Kobaltblume. 1960.
- Consider Her Ways (1956)
  - Deutsch: Geh hin zur Ameise! In: Wolfgang Jeschke (Hrsg.): Heyne Science Fiction Jahresband 1985. Heyne Science Fiction & Fantasy #4183, 1985, ISBN 3-453-31160-4. Auch als: Gehe hin zur Ameise. In: Arnulf D. Krauß, Helmuth W. Mommers (Hrsg.): 8 Science Fiction Stories. Heyne (Heyne-Anthologien #23), 1967.
- The Triffid (1957)
- But a Kind of Ghost (1957)
- The Meddler (1958)
- A Long Spoon (1960)
- Odd (1961)
- Oh, Where, Now, Is Peggy MacRafferty? (1961)
- Random Quest (1961)
- A Stitch in Time (1961)
  - Deutsch: Experiment mit kleinen Fehlern. In: Charlotte Winheller (Hrsg.): Saturn im Morgenlicht. Heyne Allgemeine Reihe #214, 1963.
- It’s a Wise Child (1962, auch als Wise Child, 1967)
- Chocky (1963)
- From The Day of the Triffids (1964)
- In Outer Space There Shone a Star (1965)
- A Life Postponed (1968)
- Vivisection (2000, als J. W. B. Harris)
- Blackmoil (2003)

## Verfilmungen
- 1960: Das Dorf der Verdammten
- 1961: Blumen des Schreckens
- 1971: Auf der Suche nach Liebe (Quest for love)
- 1995: Das Dorf der Verdammten
- 2009: Die Triffids (The Day of the Triffids)